# Mannia
Mannia (Grimaldimoose) ist eine Gattung von Lebermoosen aus der Familie Aytoniaceae.

## Gattungsname
Der Gattungsname ehrt Wenzeslaus 'Wenzel' Blasius Mann (1799–1839), einen böhmischen Arzt und Botaniker.  Ein Synonym ist Grimaldia Raddi.

## Merkmale
Die Pflanzen sind eher klein mit etwa 1 bis 3 Zentimeter langen und 1,5 bis 4 Millimeter breiten, gegabelten oder herzförmig gelappten Thalli. Die Atemöffnungen sind von ein bis drei Kreisen aus jeweils 5 bis 8 Zellen umgeben. Die Bauchschuppen enden mit ein bis drei schmalen Spitzchen. Die Träger der Archegonienstände entspringen den Thallusspitzen, haben eine Längsfurche und sind am Grund und an der Spitze oft mit Schuppen besetzt. Die halbkugeligen Archegonienstände sind an der Oberseite warzig und enthalten 2 bis 4 Sporogone. Jede Sporenkapsel öffnet sich, indem der obere Teil der Kapselwand als Ganzes abgeworfen wird.
Die Moose besiedeln Felsspalten oder steinigen Boden und kommen schwerpunktmäßig in Gebieten mit Mittelmeerklima, darüber hinaus aber auch bis in arktische Regionen vor.

## Systematik und Arten
Die Gattung zählt weltweit 16 Arten. In Deutschland, Österreich und der Schweiz sind die folgenden Arten vertreten:
- Mannia androgyna
- Mannia controversa
- Mannia fragrans (Wohlriechendes Grimaldimoos)
- Mannia pilosa
- Mannia triandra (Dreimänniges Zwerglungenmoos)[2]